# Walafrid Strabon
Walafrid (ou Walahfrid ou Walahfried ou Walafried) Strabon ou Strabus (c'est-à-dire « le Louche »), dit parfois en français Gaufroy le Louche, est un religieux franc bénédictin,  poète, botaniste, diplomate d'origine souabe de la 1re moitié du IXe siècle, né en 808 ou 809, mort le 18 août 849, vers l'âge de quarante ans, noyé dans la Loire.

## Biographie
Walafrid naît en Souabe en 808 ou 809. Issu d’une famille modeste, il passe toute sa jeunesse au monastère de Reichenau, qu’il quitte en 825 pour l'abbaye de Fulda. À partir de 829, il devient précepteur du prince Charles, fils de l'empereur Louis le Pieux, ce qui lui permet d’obtenir en 838, le titre d’abbé du monastère de Reichenau.
Ayant pris le parti de Lothaire après la mort de Louis le Pieux en 840, il doit s’exiler avec lui à Spire quand Louis le Germanique envahit l’Alémanie en 841. Grâce à l’intercession de Grimald de Wissembourg, chancelier de Louis le Germanique, il peut retrouver son monastère de Reichenau en 842. La suite de sa vie demeure entièrement inconnue, à l’exception des circonstances de sa mort : il se noie dans la Loire en août 849 alors qu'il voyage comme ambassadeur de Louis le Germanique auprès de Charles le Chauve.

## Œuvres
L'un des poètes les plus habiles et les mieux inspirés de l'époque carolingienne, il est notamment l'auteur des ouvrages suivants :  
- la Visio Wettini, composée vers 825, versification (957 vers) d'un texte en prose écrit en 824 par Heito, ancien abbé de Reichenau et évêque de Bâle, récit édifiant des derniers jours du moine Wetti qui eut, trois jours avant sa mort, une vision dans laquelle il était guidé par un ange dans le monde de l'au-delà (Walafrid développe le texte assez court d'Heito, essentiellement l'épisode de la vision, dans la tradition du chant VI de l'Énéide, et sous une forme qui préfigure la Divine Comédie) ;
- le De imagine Tetrici, un poème en 262 vers, en forme de dialogue allégorique (entre le poète et l'étincelle d'inspiration, Scintilla) décrivant une statue équestre de Théodoric le Grand transportée de Ravenne à Aix-la-Chapelle, composé vers 829 ;
- le Liber de cultura hortorum (appelé aussi Hortulus), poème didactique en 444 vers, consacré à vingt-quatre plantes médicinales cultivées à Reichenau, leur culture et leurs applications, composé vers 840 ;
- le De vita et fine Mammæ monachi, histoire versifiée de Mammès de Césarée ;
- les Versus de beati Blaithmac vita et fine, histoire versifiée d'un moine irlandais martyrisé en 825 par les Vikings ;
- des Vies en prose de saint Gall et de saint Othmar ;
- un traité en 32 chapitres sur l'histoire des pratiques liturgiques, le Liber de quarundam in observationibus ecclesiasticis rerum exordiis et incrementis, composé entre 840 et 842 ;
- des préfaces pour la Vita Karoli d'Éginhard et la Vita Ludovici imperatoris de Thégan, dont il fut l'« éditeur ».

Il a également composé d'assez nombreux poèmes plus courts, dans des mètres variés, adressés à différents contemporains, ou des hymnes religieux, des commentaires de textes bibliques, notamment sur les Psaumes et des homélies.
Il est aujourd'hui définitivement prouvé que cet auteur n'est pas l'auteur de la Glose ordinaire de la Bible établie et diffusée à partir de la fin du XIe siècle.

## Édition
- Hermann Knittel (éd.), Visio Wettini (texte latin, traduction allemande et commentaire), Heidelberg, Mattes Verlag, 2004.